# Alfred Klauhold
Alfred Klauhold (* 17. Mai 1818 in Hanau; † 12. Dezember 1890 in Hamburg) war ein deutscher Versicherungsjurist.

## Leben
Klauhold studierte an der Philipps-Universität Marburg Rechtswissenschaft und Kameralistik. Am 28. Juni 1838 wurde er im Corps Teutonia Marburg recipiert. Zum Dr. iur. promoviert, trat Klauhold in den Staatsdienst des Kurfürstentums Hessen ein. Er war dort im Finanzministerium tätig und wurde schließlich Staatsanwalt am Obergericht in Rotenburg an der Fulda. Der Kurhessische Verfassungskonflikt während der Amtszeit von Ludwig Hassenpflug veranlasste ihn 1851, mit anderen verfassungstreuen Beamten und Offizieren den Dienst zu quittieren. Klauhold verließ Hessen und wurde 1856 als Nachfolger von Johann Christian Ravit Direktor der Hamburg-Bremer Feuer-Versicherungs-Gesellschaft in Hamburg. In Klauholts Direktionszeit wurde 1868 die Hamburg-Bremer Rückversicherung als Tochterunternehmen gegründet. 1882 trat er in den Ruhestand.
Mit Ludwig Aegidi gab Klauhold von 1861 bis 1871 unter dem Titel Das Staatsarchiv eine Sammlung von zeitgeschichtlichen Akten heraus. 1866 veröffentlichte er eine Schrift über Kurhessen unter dem Vater, dem Sohn und dem Enkel.
Von 1862 bis 1864 war Klauhold Mitglied der interimistischen Schulbehörde. Er gehörte 1862–1871 der Hamburgischen Bürgerschaft als Abgeordneter an und fungierte 1867 und 1868 als zweiter Vizepräsident der Bürgerschaft.

## Ehe
Seit 1854 war er verheiratet mit der Bildnis-, Genre- und Landschaftsmalerin Caroline Klauhold (1812–1867), Tochter des in Kassel tätigen Malers August von der Embde (1780–1862).

## Schriften
- Kurhessisches Rechtsbuch. Bertram, Cassel 1855 (online).
- Drei Lebensläufe in absteigender Linie von Hippel dem Jüngeren. Meißner, Hamburg 1860, urn:nbn:de:bvb:12-bsb10019945-8.
- mit Ludwig Karl Aegidi: Die Krisis des Zollvereins urkundlich dargestellt.  Beilage zu dem Staatsarchiv. Meissner, Hamburg 1862.
- Kurhessen unter dem Vater, dem Sohn und dem Enkel. Meißner, Hamburg 1866, urn:nbn:de:hebis:66:fuldig-2707209.
- Ein Vorschlag zur Umgestaltung der Strafrechtspflege in Hamburg. Meißner, Hamburg 1867 (online).